# Katsushi Kurihara
Katsushi Kurihara (jap. 栗原 克志, Kurihara Katsushi; * 29. Juli 1977 in der Präfektur Chiba) ist ein ehemaliger japanischer Fußballspieler.

## Karriere
Kurihara erlernte das Fußballspielen in der Jugendmannschaft von JEF United Ichihara. Seinen ersten Vertrag unterschrieb er 1996 bei JEF United Ichihara. Der Verein spielte in der höchsten Liga des Landes, der J1 League. 1998 erreichte er das Finale des J.League Cup. Für den Verein absolvierte er 38 Erstligaspiele. Ende 1999 beendete er seine Karriere als Fußballspieler.

## Erfolge
JEF United Ichihara
- J.League Cup

Finalist: 1998